# Alenka Kovšca
Alenka Kovšca, slovenska socialna pedagoginja in političarka, * 21. november 1955, Ljubljana.
Med letoma 2000 in 2004 je bila državna sekretarka Republike Slovenije na ministrstvu za delo, družino in socialne zadeve, od leta 2008 pa je državna sekretarka na ministrstvu za šolstvo in šport.
Na državnozborskih volitvah leta 2011 je kandidirala na listi SD.